# Tinkebell

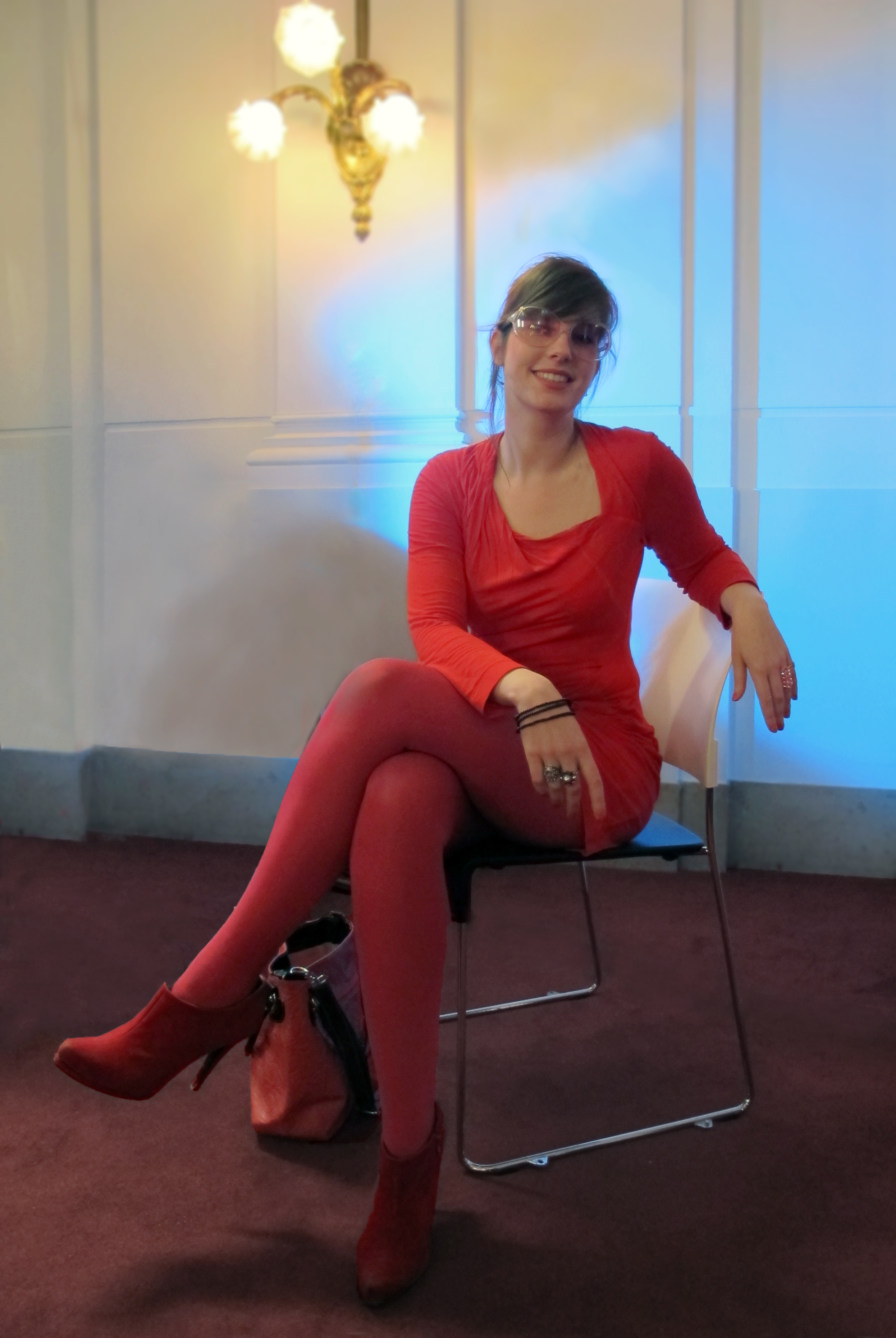
Tinkebell, 2012

Tinkebell bzw. TINKEBELL. ist der Künstlername der niederländischen Künstlerin Katinka Simonse (* 10. Juni 1979 in Goes).
Tinkebell besuchte die Kunsthochschule in Tilburg und danach das Designprogramm des Sandberginstitutes in Amsterdam. Sie ist im Bereich der Konzeptkunst tätig.
Tinkebell erregte erstmals Aufsehen im Jahr 2004, als sie ihre kranke Katze tötete und aus ihr eine Handtasche machte. Im Jahr 2007 kündigte sie an, 60 Hühnerküken öffentlich zu schreddern. 2011 zeigte sie 95 Hamster in Hamsterkugeln. Diese Aktion wurde durch die Polizei beendet und führte zu einer Anzeige wegen Tierquälerei. Tinkebell selbst wurde freigesprochen, der Galerist wurde jedoch als Verantwortlicher ausgemacht und musste ein Bußgeld zahlen.
2009 veröffentlichte sie zusammen mit Coralie Vogelaar ein Buch mit dem Namen Dearest Tinkebell, in dem E-Mails veröffentlicht wurden, die sie auf ihre Aktionen hin bekommen hatte. Dabei handelte es sich um beleidigende bis drohende Texte. Vogelaar und Tinkebell hatten zudem im Internet die vollen Namen und Adressen der Absender recherchiert und ebenfalls abgedruckt.
Die Künstlerin betont in zahlreichen Interviews, es gehe ihr vor allem darum, das paradoxe Verhältnis des Menschen zum Tier darzustellen, der auf der einen Seite Hund und Katze wie Familienmitglieder behandelt und auf der anderen Seite Rind, Schwein und Geflügel wie Gegenstände. Sie selbst ist Vegetarierin.